# Quirnbach/Pfalz
Quirnbach/Pfalz är en kommun och ort i Landkreis Kusel i förbundslandet Rheinland-Pfalz i Tyskland. Kommunen Quirnbach bei Kusel bildades 9 mars 1979 genom en sammanslaning av kommunerna Liebsthal och Quirnbach bei Kusel. Namnet ändrades till det nuvarande 1 maj 1976.
Kommunen ingår i kommunalförbundet Verbandsgemeinde Oberes Glantal tillsammans med ytterligare 22 kommuner.